# Episteme

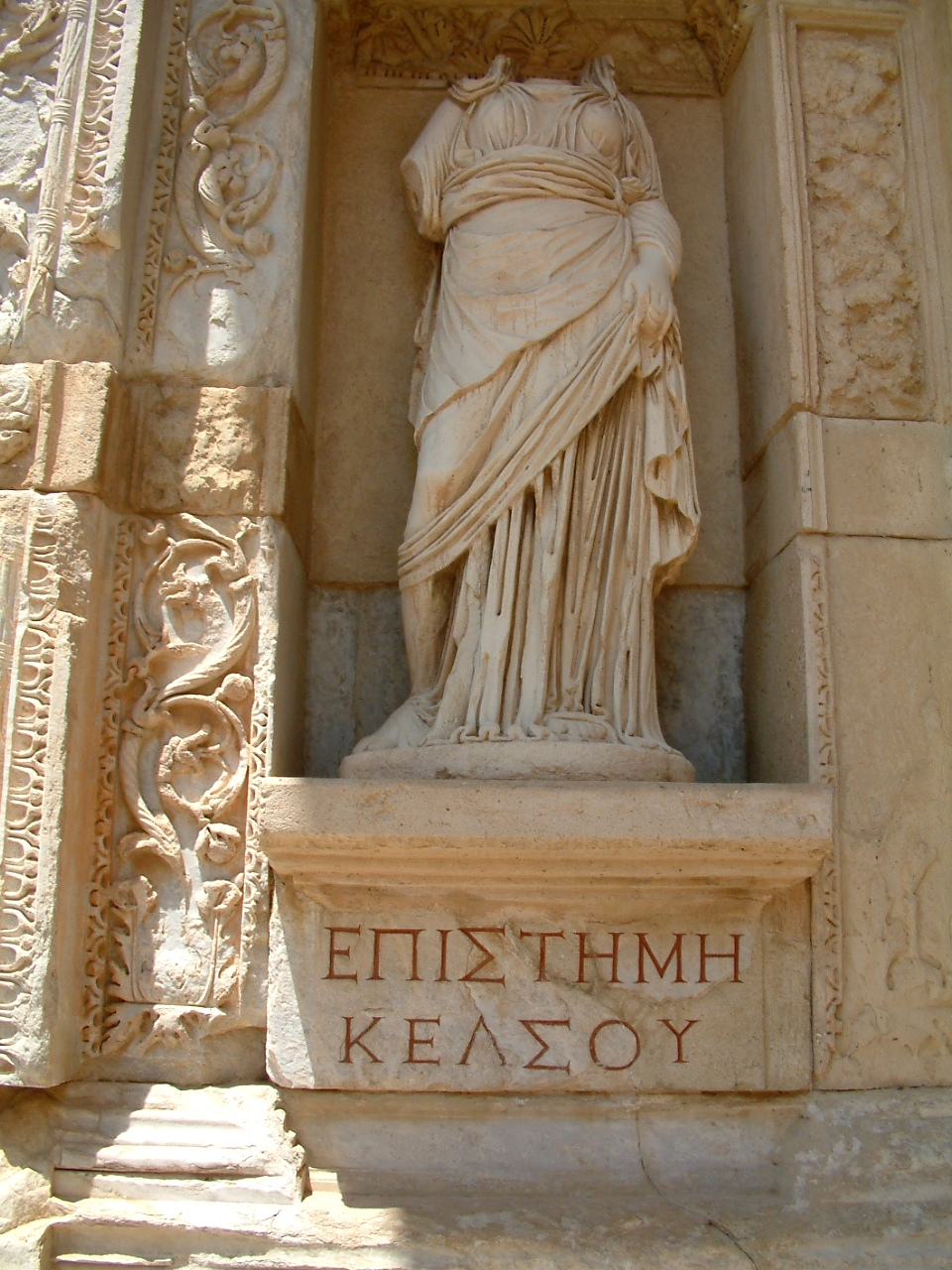
Personificazione di Episteme nella Biblioteca di Celso

Epistème (dal greco ἐπιστήμη, composto dalla preposizione epì-, cioè «su», + il verbo ἵστημι, histemi, che significa «stare», «porre», «stabilire»: quindi, «che si tiene su da sé») è un termine che indica la conoscenza certa e incontrovertibile delle cause e degli effetti del divenire, ovvero quel sapere che si stabilisce su fondamenta certe, al di sopra di ogni possibilità di dubbio attorno alle ragioni degli accadimenti. Il termine episteme viene spesso tradotto semplicemente come "scienza" o "conoscenza" ed in epoca moderna con il termine epistemologia viene inteso lo studio storico e metodologico della scienza sperimentale e delle sue correnti.

## Episteme in Platone
Platone espone la sua teoria della conoscenza nel dialogo La Repubblica suddividendo tutti i vari livelli di conoscenza nel modo seguente:
| immaginazione (εἰκασία) | credenza (πίστις) |

| pensiero discorsivo (διάνοια) | intellezione (νόησις) |

L'epistème per Platone rappresenta la forma più certa di conoscenza, che assicura un sapere vero e universale. Questo può essere ottenuto in due modi: tramite ragionamento (diànoia) o intuizione (noesis), che sono a ogni modo complementari tra loro, e delle quali però la seconda è superiore alla prima.
Si tratta infatti di un sapere interiorizzato, non trasmissibile a parole (si notino gli echi della maieutica socratica), che ha il suo fondamento, ma anche il suo limite, nella sfera ontologica e intuitiva delle idee. Per questo è accessibile solo a pochi.

## Episteme in Aristotele
Come in Platone, anche per Aristotele l'epistème rappresenta la forma di conoscenza più certa e più vera, contrapposta all'opinione (doxa). Pure Aristotele distinse due percorsi conoscitivi: al livello più alto c'è l'intuizione intellettuale, capace di "astrarre" l'universale dalle realtà empiriche, che si ha quando l'intelletto umano, non limitandosi a recepire passivamente le impressioni sensoriali dagli oggetti, svolge un ruolo attivo che gli consente di andare oltre le loro particolarità transitorie e di coglierne l'essenza in atto. 

Il secondo procedimento è quello della logica formale, di cui Aristotele è stato il primo teorizzatore in Occidente, e da lui enunciata nella forma deduttiva del sillogismo. Va precisato però che Aristotele collocava l'intelletto al di sopra della stessa razionalità sillogistica: solo l'intelletto infatti è in grado di fornire dei principi validi e universali, da cui il sillogismo trarrà soltanto delle conclusioni coerenti con le premesse. La logica da sola non può dare l'epistème, perché non dà garanzia di verità: se infatti le premesse sono false, anche la conclusione sarà falsa.
(Aristotele - Metafisica VII, 9, 1034a, 30-31)
(Aristotele - Analitici secondi II, 7, 92a-92b)

E pur rinnegando l'innatismo di Platone, egli afferma che 
(Aristotele - Sull'anima II, V, 417b)
Da questi passi emerge come i princìpi primi su cui Aristotele intende fondare la conoscenza non sono ricavabili dall'esperienza, né da un ragionamento dimostrativo; da questo punto di vista sono dunque simili alle idee di Platone. L'induzione di cui egli parla (epagoghé) sembra non avere lo stesso significato che ha presso l'epistemologia contemporanea (secondo cui essa darebbe garanzia di verità per il fatto di saper formulare leggi universali partendo da singoli casi). Per Aristotele l'induzione è soltanto un grado preparatorio di avviamento verso l'intuizione intellettuale, non essendovi per lui un passaggio logico-necessario che conduca dai particolari all'universale. La logica aristotelica infatti è solo deduttiva, una "logica induttiva" sarebbe per lui una contraddizione in termini.
Al vertice dell'episteme dunque si trova soltanto l'intuizione intellettuale, che non solo è in grado di dare un fondamento universale e oggettivo ai sillogismi, ma comporta anche un'esperienza contemplativa, tipica di un sapere fine a se stesso, che per Aristotele costituiva la quintessenza della saggezza.

## La concezione del sapere fino a Hegel
Il concetto greco di episteme fu sostanzialmente identificato dai successivi filosofi occidentali con la "scienza": episteme divenne sinonimo di un sapere certo e assoluto a cui solo la conoscenza scientifica poteva approdare.
Durante la scolastica e oltre, fino a Cusano e Spinoza, una tale conoscenza era considerata possibile grazie ad un atto intuitivo di natura sovra-razionale.
Anche Fichte e Schelling fecero dell'Io il principio assoluto a cui ricondurre l'intera realtà, che per la ragione poteva diventare così oggetto di scienza. Mentre però in costoro la ragione si limitava a riconoscere, ma non a riprodurre, l'atto creativo con cui il soggetto poneva l'oggetto, che restava ancora prerogativa di una suprema e trascendente intuizione intellettuale, sarà invece con Hegel che la ragione stessa diventa creatrice, attribuendosi il diritto di stabilire cosa è reale e cosa non lo è. «Ciò che è reale è razionale» sarà la summa del pensiero hegeliano: vale a dire che un oggetto esiste nella misura in cui è razionale, cioè solo se rientra in una categoria logica.
L'immanentismo di Hegel esprimeva una concezione del sapere come autocoscienza e conoscenza di sé da parte dello Spirito Assoluto, che rigettava la trascendenza, e nel quale uomo e divinità si confondevano e si identificavano. Questo processo di autoconoscenza, che parte dall'Idea, avviene infatti nella storia, intesa come successione di tappe, o eventi storici, che segnano e caratterizzano l'acquisizione dell'autoconsapevolezza dello Spirito attraverso i tre momenti dialettici, ovvero tesi, antitesi e sintesi. Si tratta di un procedimento a spirale nel quale la conoscenza assoluta o episteme si trova alla fine, non all'inizio, ed è il risultato di una mediazione, di un'interazione logica. L'ultima tappa dell'evoluzione e del progresso dello Spirito è implicitamente lo stato prussiano, che si autoconosce come identificazione tra uomo, Stato e Spirito, autoconoscenza che è il traguardo finale a cui giunge l'Idea.

## Episteme in Foucault
Michel Foucault introduce il concetto di «episteme» in Le parole e le cose. L'argomento fondamentale della sua ricerca sono i codici fondamentali che stanno alla base di una cultura, che influenzano la nostra esperienza e il nostro modo di pensare.
Foucault sostiene che l'«archeologia delle scienze umane» studia i discorsi delle varie discipline che si sono interrogate avanzando teorie sulla società, sull'individuo e sul linguaggio. L'analisi dell'archeologia delle scienze umane non è basata semplicemente sulla storia delle idee o su modelli scientifici, ma è piuttosto uno studio che cerca di scoprire cosa ha reso possibile conoscenze e teorie del passato, su quale base il sapere si è costituito e su quale insieme di relazioni: questo egli intende per «episteme», cioè quel a priori storico, che si concretizza nell'articolazione di sapere e potere nel complesso del sistema sociopolitico di una nazione (o, in altri casi, di una realtà trans-nazionale), grazie a cui sono venute alla luce certe idee, si sono sviluppate certe scienze e si sono create certe filosofie.
L'obiettivo che si dà Foucault è quello di scoprire quali sistemi epistemici si contraddistinguono nel pensiero occidentale. Secondo Foucault c'è una discontinuità tra le epoche storiche occidentali e individua le tre principali: Rinascimento, Età Classica e Modernità.

## Episteme in Severino
Il pensiero di Emanuele Severino è particolarmente rivolto allo studio dell'episteme, sebbene la giudichi da un punto di vista critico. Tutta la storia della filosofia è, per Severino, storia delle vicende dell'episteme, intesa come tentativo incessante, da parte del pensiero filosofico e scientifico, di porsi "al di sopra" del divenire, causa prima di ogni forma di angoscia. Forme di episteme non sono solo quelle che Severino chiama le tre grandi sintesi del pensiero umano (di Platone, di Aristotele e di Hegel), ma anche i sistemi di pensiero che storicamente si oppongono al senso tradizionale della verità, come il positivismo, lo scientismo e il neopositivismo.
Secondo Severino, la storia della filosofia nell'età contemporanea è rimasta segnata dal conflitto tra l'apparato epistemico-teologico da un lato, che è espressione del sapere metafisico tradizionale, e l'apparato scientifico-tecnologico dall'altro: il primo è fondato sul controllo del divenire da parte di Dio o della divinità, il secondo sul controllo del divenire da parte della Tecnica, originatasi dalla ricerca della potenza da parte dell'uomo. L'esito dello scontro, concretizzato nella lotta per il prevalere tra le ideologie (capitalismo, comunismo, cristianesimo, la tecnica), vedrebbe il tramonto dell'episteme e il prevalere della tecnica, guidata dalla scienza: l'episteme, essendo previsione, annulla il senso del divenire, la cui potenza consiste nella sua imprevedibilità. Questa tra l'altro fa sì che la stessa scienza moderna oramai non possa più presentarsi come previsione, cioè come forma dell'episteme, diventando sapere ipotetico: ecco allora che il divenire può mettere in pericolo anche la tecnica. L'esito del destino della verità deve dunque ritornare ad essere, per l'uomo, la consapevolezza dell'eternità di tutti gli enti e quindi dell'inesistenza del divenire, suo presupposto, la cui evocazione, avvenuta per la liberazione della potenza dell'uomo, è pura follia, in quanto, come diceva Parmenide, «l'essere è e non può non essere».